# ژاپن تایمز
ژاپن تایمز (انگلیسی: The Japan Times) بزرگترین و قدیمی‌ترین روزنامه انگلیسی زبان در ژاپن است. این روزنامه توسط کابوشیکی گایشا منتشر می‌شود.